# Crimes exemplaires
Crimes exemplaires est un recueil de nouvelles de Max Aub paru en 1957 au Mexique, et en 1981 en France.

## À propos du livre
Le livre contient des aveux de meurtres fictifs, bien qu'Aub les présente comme authentiques. Les récits s'étalent de quelques lignes à une page et demie au plus. Ces crimes sont en général commis pour redresser des torts, par lassitude ou exaspération, par amour (« Plutôt mourir  ! me dit-elle. Et dire que ce que je voulais par-dessus tout c'était lui faire plaisir »), ou pour réparer une injustice :

« Il était plus intelligent que moi, plus riche que moi, plus généreux que moi, plus grand que moi, plus beau que moi, plus malin que moi ; il s'habillait mieux, parlait mieux. ! Si vous ne trouvez pas que ce sont là des excuses, c'est que vous êtes fou. J'ai longtemps pensé à la manière de me débarrasser de lui, mais j'ai mal fait en l'empoisonnant : il a trop souffert. Cela je le regrette, j'aurais aimé qu'il meure d'un seul coup. »

L'édition de 1972 contenait 136 textes, auxquels ont été plus tard ajoutés 10 autres crimes. Il existe plus de deux cent autres courts de la même veine.
Souvent qualifié de « chef-d’œuvre d’humour noir,, », Crimes exemplaires emprunte au surréalisme. On peut également penser aux Nouvelles en trois lignes de Félix Fénéon.
La pièce de théâtre Crimen, écrite par Max Aub en 1932, peut préfigurer les Crimes exemplaires. En effet, dans ce drame en un acte, un mari, se croyant stérile, tue le cousin de sa femme enceinte et soupçonnée d’adultère.

## Éditions

### En espagnol
- Crímenes ejemplares, Mexico, Impresora Juan Pablos, 1957, réédité en 1968[1].
- Crímenes ejemplares, Barcelone, Lumen, 1972.

### En français
- Crimes exemplaires, Pandora, 1981.
- Crimes exemplaires, Éditions Cent Pages, 1990.
- Crimes exemplaires  (trad. Danielle Guibbert), Éditions Phébus, 1997.
- Crimes exemplaires  (trad. Danielle Guibbert), Éditions Libretto, 2001, 128 p. (ISBN 978-2-7529-0519-2) (réédition de Phébus)[2]